# Raaf (wapendier)

Twee raven in het wapen van Einsiedeln.

De raaf is een wapendier in de heraldiek. Als wapendier is het reeds sinds de middeleeuwen bekend. De Schotse graven Corbet voerden een raaf reeds rond 1170 in hun wapen.
Haar voorstelling op een wapen is weinig spectaculair. Als zwarte, meestal van een drieberg opvliegende vogel met breed uitgestrekte vleugels duikt ze op in wapens (bijv. in het wapen van Grobbendonk). Wanneer ze als staande vogel met vleugels naast haar lijf wordt afgebeeld, is de verwarring met de ekster mogelijk. Ze kan, zoals alle wapendieren, ook met anderskleurige poten of tong worden afgebeeld. Een ring, twijg, eikel of andere attributen kan ze in haar snavel houden.
De raaf vindt men hoofdzakelijk terug in sprekende wapens, zoals bij Ravenstein, Rabenau, Raab, Rapperswil, Raben Steinfeld, Corvo (Portugal) of Corbières (Frankrijk), meestal vaak ook in een niet houdbare volksetymologische uitlegging van de plaatsnaam. Eveneens sprekend is de raaf in het wapen van Matthias Corvinus (Lat. corvus = raaf).
Bij de Grieken en Romeinen stond de raaf symbool voor ontrouw en verraad en werd daarom ook als ongeluksvogel gezien. In de Noorse mythologie was ze de lijkenvogel. Als wapendier kent de raaf een betere reputatie, want ze staat voor overvloed en vrijgevigheid.
Voor velen werd ze in de iconografie tot attribuut. Zo was dit het geval voor Odin, Erasmus, Benedictus van Nursia, Habakuk, Ida van Toggenburg, Guilelmus Firmatus, Meinrad van Einsiedeln, Oswald van Northumbria, Paulus van Thebe en Vincentius van Zaragoza.
Als attribuut van de heilige Oswald vindt men een raaf met ring in de snavel in meerdere gemeentewapens, bijvoorbeeld dat van Sankt Oswald bei Haslach of Sankt Oswald bei Plankenwarth. De raaf is eveneens het attribuut van de monnik Meinrad van Einsiedeln, waardoor twee raven hun intrede hebben gemaakt in het wapen van het klooster en de gemeente Einsiedeln (Zwitserland). 
De familie Rabe von Canstein, een vrijheerlijk Westfaals adellijk geslacht, dat haar naam van Slot Canstein in Oost-Sauerland afleidt, voert een gekroonde raaf met gulden prooien in haar wapen. De adellijke familie Schwarzenberg voert in haar wapen een raaf, die een "Turkenkop" de ogen uitprikt.

## Benelux

Wapen van Eelde.
Wapen van Tynaarlo.
Wapen van Ravenstein.
Wapen van Schaijk (1817-1959).
Wapen van Grobbendonk.
Wapen van Houthulst (afgeleid van de abdij van Corbie).
Wapen van Wemmel.